# Leichtwasserreaktor

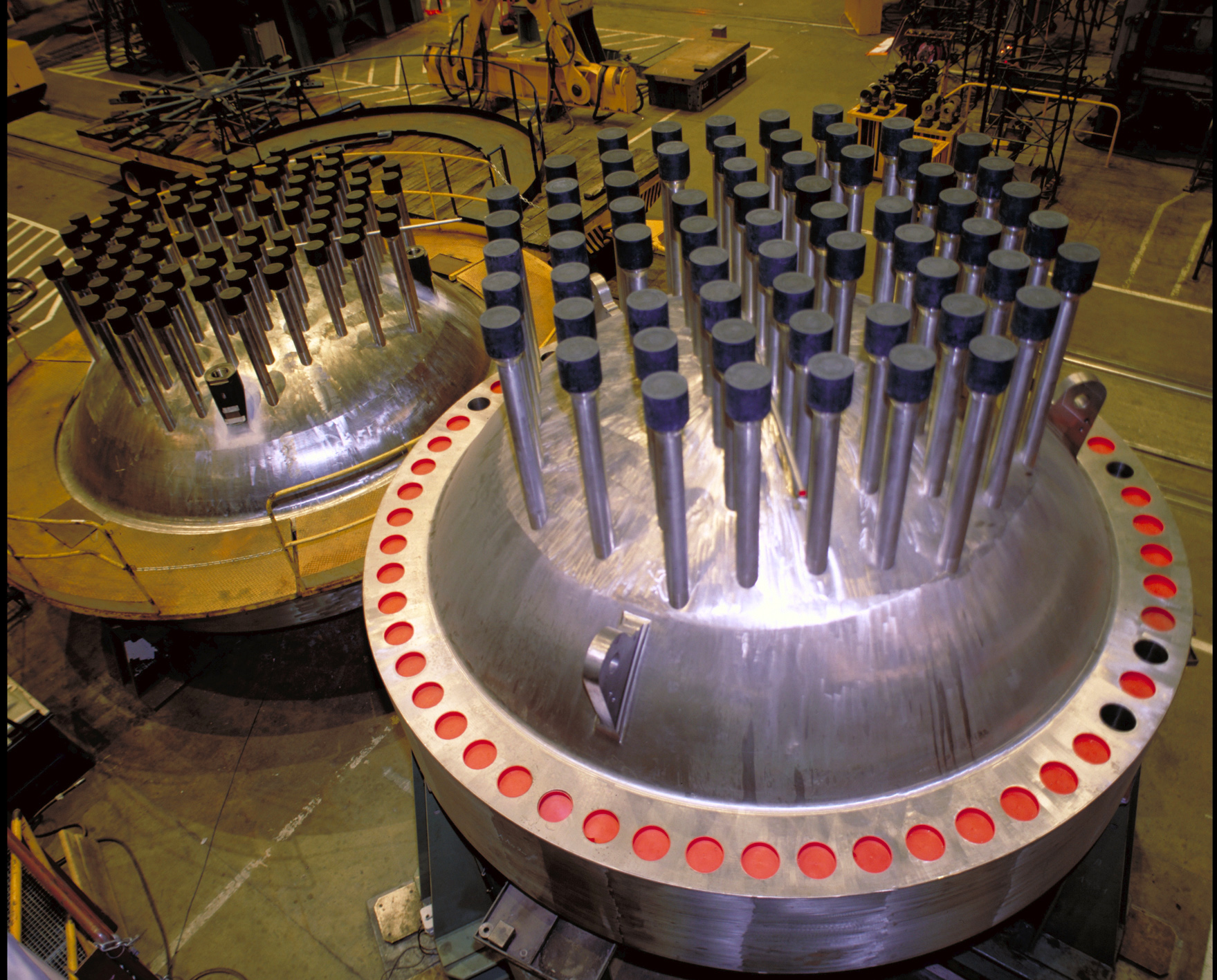
Gefäßdeckel mit Steuerstabantrieben für einen Leichtwasserreaktor (hier Druckwasserreaktor)

Leichtwasserreaktor (LWR, englisch Light Water Reactor) heißt eine Kernreaktorvariante, bei dem sogenanntes leichtes Wasser als Kühlmittel und Moderator verwendet wird. „Leichtes Wasser“ bezeichnet dabei gewöhnliches Wasser (H2O), das überwiegend das leichteste Wasserstoffisotop Protium enthält, im Gegensatz zu schwerem Wasser (D2O).
Mit der Bezeichnung Leichtwasserreaktor ist fast immer ein Leistungsreaktor gemeint, also eine Anlage zur Erzeugung thermischer Energie zur Erzeugung von elektrischer Energie bzw. Strom. Leichtwasserreaktoren erzeugen fast 90 % der kommerziellen Kernenergie weltweit und bis 2023 100 % in Deutschland. 

## Design

### Typen
Es gibt zwei Grundtypen des Leichtwasserreaktors,
- den englisch Pressure Water Reactor (PWR) ‚Druckwasserreaktor (DWR)‘ und
- den englisch Boiling Water Reactor (BWR) ‚Siedewasserreaktor (SWR)‘.

Moderne PWR- oder BWR-Leistungsreaktoren bzw. Kernkraftwerke (KKW) liefern rund {\displaystyle \approx } 3 Gigawatt thermische Energie bzw. {\displaystyle \approx } 1 GW elektrische Energie, d. h. haben einem Wirkungsgrad von 1/3 oder ca. 33 %.

### Moderator und Kühlmittel
Bei LWR dient leichtes Wasser als Moderator und Kühlmittel.

### Brennstoff
LWR werden fast ausschließlich mit Kernbrennstoff in Oxidform beladen, entweder reines Uranoxid oder Uran-Plutonium-Mischoxid (MOX), viz. UO2-PuO2.
Die Atomkerne des leichten Wasserstoffs (Protonen) neigen dazu, Neutronen einzufangen. Daher ist ein im Vergleich zu Schwerwasserreaktoren größeres Reaktorvolumen und ein höherer Gehalt (Konzentration) des Spaltmaterials Uran-235 im Kernbrennstoff nötig. Der Anreicherungsgrad des Uranoxid muss etwa 3 bis 5 % betragen; mit Natururan (0,7 % Uran-235 und 99,3 % Uran-238) wird ein Leichtwasserreaktor nicht kritisch. Diese Anforderung setzt entsprechende Anreicherungskapazitäten bzw. -anlagen voraus.

## Geschichte
Das erste Kernkraftwerk mit Siedewasserreaktor weltweit war das Kernkraftwerk Vallecitos, gebaut und betrieben von General Electric, 1957. Das erste Kernkraftwerk mit Druckwasserreaktor weltweit war das Kernkraftwerk Shippingport, gebaut von 1954 bis 1958 durch die Westinghouse Electric Company zusammen mit Naval Reactors (bzw. der Atomic Energy Commission). Es basierte auf dem gleichen Reaktordesign für den Antrieb von Schiffen und U-Boote. Bereits 1954 wurde das erste Atom-U-Boot der U.S. Navy, die Nautilus, in Betrieb genommen. 
Das weltweite erste "Großkernkraftwerk" mit Druckwasserreaktor und Leistung von über 1 GWe Energie (bekannt als 1300-MW-Klasse) war das deutsche Kernkraftwerk Kernkraftwerk Biblis A, gebaut von der Kraftwerk Union AG (KWU) im Jahr 1975. 

### Stand der Technik
Die Weiterentwicklung und aktueller Stand der Technik ist der Europäische European Pressurized Reactor (EPR), der Amerikanische AP1000, der Koreanische Advanced Power Reactor 1400, der Chinesische HPR1000, die Russische VVER-Baureihe uvm.